# Claresholm

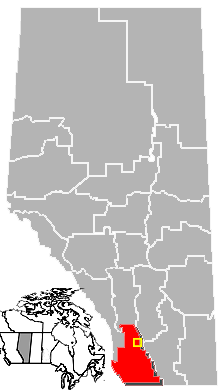
Localização de Claresholm em Alberta.

Claresholm é um município canadense da província de Alberta que situa-se entre Calgary e Lethbridge. Sua população em 2005 era de 3.622 habitantes.